# Kanton Montaigu-de-Quercy
Kanton Montaigu-de-Quercy (francouzsky Canton de Montaigu-de-Quercy) je francouzský kanton v departementu Tarn-et-Garonne v regionu Midi-Pyrénées. Tvoří ho šest obcí.

## Obce kantonu
- Belvèze
- Montaigu-de-Quercy
- Roquecor
- Saint-Amans-du-Pech
- Saint-Beauzeil
- Valeilles